# &
El signo et (&) es una ligadura de la conjunción copulativa latina «et», que a su vez equivale a las  conjunciones españolas «y», «e» o el desusado «et». En el ámbito de la informática, es habitual referirse a él por su nombre en inglés «ampersand».
Puesto que la conjunción copulativa es una de las palabras más frecuentes de un texto, ligaduras de esta son frecuentes en muchas escrituras, por ello, en la escritura latina manuscrita de la antigüedad (la cursiva romana) ya se observan ligaduras de «et». Et aparece con una forma similar a la que conocemos actualmente en la escritura carolingia. Con el advenimiento de la escritura gótica, este estilo de et dejaría de utilizarse en favor del llamado et tironiano (⁊), un carácter con un grosor aún más reducido. En el renacimiento y con la imprenta el signo et fue recuperado en las obras escritas con letra humanística y fue muy usado en textos en latín, en francés (donde la conjunción es et, al igual que en latín) y en inglés (por influencia francesa). No se usaba tanto en otros idiomas como español, italiano o portugués en los que la conjunción copulativa requiere una sola letra. Su equivalente griego es una ligadura que se expresa con el carácter kai (ϗ).

## Denominación
El nombre del signo es «et» según recomienda la RAE.
Este signo también es conocido por su nombre en inglés ampersand, proveniente a su vez de la expresión and per se and, es decir, «y por sí mismo y», antiguamente usada como parte de la retahíla para la memorización del alfabeto.[cita requerida]

## Historia

Evolución de la ligadura &:
1-3, cursivas romanas de los siglos {SIGLO

El et se remonta al siglo I y a la antigua escritura cursiva romana, en la que las letras E y T ocasionalmente fueron escritas juntas para formar una ligadura tipográfica. (Figura 1. Evolución del et.)
Para el siglo XI estaba bien desarrollada, particularmente en la forma uncial, escritura insular y minúscula carolingia. Los calígrafos hicieron un extensivo uso del et, ya que la condensación de una palabra en una sola letra facilitaba su trabajo. Durante aquel tiempo, se desarrolló una versión mucho más comprimida del et.

## Uso
Deriva del latín de donde el signo pasó a diversos idiomas, incluido el español. Su uso en esta lengua es superfluo, pues no resulta económico (a diferencia de otros idiomas) ya que la conjunción copulativa y tiene una grafía más breve y sencilla. En textos españoles antiguos es frecuente encontrarlo empleado en la expresión latina adoptada et cetera, en las formas &c. o &cetera.
Un uso extendido es el que persiste en la bibliografía académica en inglés, en la enumeración de los autores, incluidas la expresión como & al. (del latín et alii, plural masculino, o et alia, plural neutro) & que se traduce como «y otros».

La forma de et que aparece a la derecha es moderna. Fue creada en el renacimiento como equivalente para usarse con letra bastardilla.

Como se observa en la lista de letras de Byrhtferð (año 1011), el signo «&» fue considerado a menudo como una letra más al final del alfabeto latino.
El signo en sí es una ligadura, combinación de diseño de dos letras en un único grafema, usado para aumentar la velocidad de la escritura manual. En la Edad Media y en los primeros tiempos de la imprenta el uso de ligaduras era muy común, en este caso por la economía de espacio, cuando la materia prima —pergamino o papel— añadía mucho al precio de los libros.

## Usos en informática
- En HTML se usa al comienzo de los códigos de entidad con que se designan los caracteres especiales: los ejemplos más típicos son &gt; &lt;, y &amp; (>, < y &, respectivamente).
- En Internet y direcciones web, & simboliza la separación de variables pasadas mediante GET.
- En Excel, se usa para concatenar celdas.
- En Access, se usa para sustituir un carácter o un espacio en máscaras de entrada.
- En la línea de comando (CLI) de Bash (Bourne Again Shell) Zbash, etc. usadas en Unix, GNU/Linux y *BSD se usa & al final de una orden para ejecutarla en segundo plano.
- En JavaScript, se usa para decir and (y)
- En C++, se usa && como operador lógico AND (y) y como operador unario se usa como prefijo para obtener la dirección de memoria del argumento. Por ejemplo &x, &func, &a[3]. También se usa para declarar una referencia. Por ejemplo int& x, func(char*& x)
- En Visual Basic, se utiliza para concatenar diferentes tipos de variables para formar una cadena (string).
- En muchas implementaciones de ALGOL 60, se usa como exponente de diez de un número real.